# 리치 미적분학
수학에서 리치 미적분학은 미분 다양체의 계량 텐서 또는 접속에 관계없이 텐서 및 텐서장에 대한 첨자 표기 및 조작 규칙을 구성한다. 이는 이탈리아 수학자 그레고리오 리치쿠르바스트로가 1887~1896년에 개발한 절대 미분학이라고 불리는 것에 대한 현대적인 이름이기도 하다. 이후 1900년에 그의 제자 툴리오 레비치비타 와 함께 쓴 논문에서 대중화되었다. Jan Arnoldus Schouten은 이를 위한 현대적 표기법과 형식론을 개발했다.
텐서의 성분은 텐서 공간의 기저 원소의 계수로 사용되는 실수이다. 텐서는 해당 성분과 해당 기저 원소의 곱들의 합이다. 텐서와 텐서장은 해당 성분의 관점에서 표현될 수 있으며, 텐서 및 텐서장의 연산은 해당 성분의 연산으로 표현될 수 있다. 텐서장에 대한 설명과 그 성분에 대한 연산은 리치 미적분학의 초점이다. 이 표기법을 사용하면 이러한 텐서장 및 연산을 효율적으로 표현할 수 있다. 대부분의 표기법은 모든 텐서에 적용될 수 있지만 미분 구조와 관련된 작업은 텐서장에만 적용 가능하다. 필요한 경우 표기법은 비텐서 성분, 특히 다차원 배열로 확장된다.
텐서는 벡터와 여벡터 기저 원소의 텐서곱의 선형 결합으로 표현될 수 있다. 결과 텐서 성분은 기저 첨자로 이름표이 지정된다. 각 첨자는 기본 벡터 공간의 차원 당 하나의 가능한 값을 갖는다. 첨자 수는 텐서의 차수와 같다.
간결성과 편의성을 위해 리치 미적분학에 자주 등장하는 합을 간략화한 합 표기법이 포함되어 있다. 이는 용어 내에서 반복되는 첨자에 대한 합과 자유 첨자에 대한 보편적 양화사를 의미한다. 리치 미적분학 표기법의 표현은 일반적으로 성분을 다양체에 대한 함수로, 일반적으로 보다 구체적으로 다양체에 대한 좌표의 함수와 관련된 일련의 연립 방정식으로 해석할 수 있다. 이를 통해 몇 가지 규칙들만 숙지하여 표현식을 직관적으로 조작할 수 있다.

## 첨자 표기법

### 기저 관련 구별법

#### 좌표 및 첨자 표기
저자는 일반적으로 아래 첨자가 첨자으로 의도된 것인지 아니면 이름표로 의도된 것인지 명확하게 표시한다.
예를 들어, 3차원 유클리드 공간에서 데카르트 좌표를 사용하는 경우이다. 좌표 벡터 A = (A1, A2, A3) = (Ax, Ay, Az) 아래 첨자 1, 2, 3과 이름표 x, y, z 사이의 직접적인 대응을 보여준다. 표현식 Ai에서 i는 값 1, 2, 3에 대한 첨자로 해석되는 반면 x, y, z 첨자는 변수가 아닌 이름표일 뿐이다.

#### 기저에 대한 참조
첨자 자체는 다음과 같이 모자(ˆ), 막대 (̅), 물결표 (~) 또는 프라임(′)와 같은 발음 구별 기호를 사용하여 이름표을 지정할 수 있다.
{\displaystyle X_{\hat {\phi }}\,,Y_{\bar {\lambda }}\,,Z_{\tilde {\eta }}\,,T_{\mu '}}
해당 첨자에 대해 다른 기저를 나타낼 수 있음을 나타낸다. 이는 스피너의 키랄성을 반영하기 위해 첨자에 모자와 윗점을 사용하는 스피너에 대한 판데르바르던 표기법과 혼동되어서는 안 된다.

### 위 첨자와 아래 첨자
리치 미적분학 및 보다 일반적으로 첨자 표기법은 아래 첨자와 위 첨자를 구별한다. 후자는 수학의 다른 부분에만 익숙한 독자에게는 첨자가 아닌 것처럼 보일 수 있다.
계량 텐서가 모든 곳에서 단위 행렬과 동일한 특별한 경우에는 위 및 아래 첨자의 구분을 없애고 모든 첨자를 아래 위치에 쓸 수 있다. {\displaystyle a_{ij}b_{jk}}과 같은 선형 대수학의 좌표 공식 행렬의 곱이 이에 대한 예가 될 수 있다. 그러나 일반적으로 위 첨자와 아래 첨자의 구분은 유지되어야 한다.

#### 첨자 올리기와 내리기
계량 텐서와 함께 텐서를 축약하면 텐서의 종류가 바뀔 수 있고 위 첨자가 아래로 내려가거나 아래 첨자가 위로 올라 갈 수 있다.
{\displaystyle B^{\gamma }{}_{\beta \cdots }=g^{\gamma \alpha }A_{\alpha \beta \cdots }\quad {\text{and}}\quad A_{\alpha \beta \cdots }=g_{\alpha \gamma }B^{\gamma }{}_{\beta \cdots }}
{\displaystyle A_{|\alpha \beta \gamma |\cdots }B^{\alpha \beta \gamma \cdots }=A_{\alpha \beta \gamma \cdots }B^{|\alpha \beta \gamma |\cdots }=\sum _{\alpha <\beta <\gamma }A_{\alpha \beta \gamma \cdots }B^{\alpha \beta \gamma \cdots }}

#### 반변 텐서 성분
{\displaystyle B^{\gamma }{}_{\beta \cdots }=g^{\gamma \alpha }A_{\alpha \beta \cdots }\quad {\text{and}}\quad A_{\alpha \beta \cdots }=g_{\alpha \gamma }B^{\gamma }{}_{\beta \cdots }}

#### 혼합 공변 텐서 성분
텐서는 위 및 아래 첨자를 모두 가질 수 있다.
{\displaystyle A_{(\alpha \beta \gamma )\delta \cdots }={\dfrac {1}{3!}}\left(A_{\alpha \beta \gamma \delta \cdots }+A_{\gamma \alpha \beta \delta \cdots }+A_{\beta \gamma \alpha \delta \cdots }+A_{\alpha \gamma \beta \delta \cdots }+A_{\gamma \beta \alpha \delta \cdots }+A_{\beta \alpha \gamma \delta \cdots }\right)}
분산이 다른 경우에도 첨자 순서가 중요하다. 그러나 기본 기호를 유지하는 동안 첨자가 올라가거나 낮아지지 않는 것으로 이해되면 표기상의 편의를 위해 공변 첨자가 반공변 첨자 아래에 배치되는 경우가 있다(예: 일반화된 크로네커 델타 사용).

#### 텐서 유형과 차수
텐서의 각 위 및 아래 첨자 수는 해당 유형을 나타낸다. p개의 위 첨자와 q개의 아래 첨자를 가진 텐서는 유형 (p, q) 또는 유형- (p, q) 텐서라고 한다.
공변성에 관계없이 텐서의 첨자 수를 텐서의 차수라고 한다(또는 랭크라고도 함). 따라서 (p, q) 유형의 텐서는 차수 p + q를 갖는다.

#### 합 규칙
대부분의 상황에서 텐서들을 더하는 방식이 상당히 전형적으로 나타난다. 그러므로, 표기의 간략화를 위해 합 규약을 도입하여 텐서들의 합에 시그마 기호를 생략하는 표기법을 쓴다.
{\displaystyle A_{\alpha }B^{\alpha }\equiv \sum _{\alpha }A_{\alpha }B^{\alpha }\quad {\text{or}}\quad A^{\alpha }B_{\alpha }\equiv \sum _{\alpha }A^{\alpha }B_{\alpha }\,}
그리고
{\displaystyle A_{\alpha }B^{\beta }\rightarrow A_{\alpha }B^{\alpha }\equiv \sum _{\alpha }A_{\alpha }B^{\alpha }}
는 텐서 축약이라고 부른다. 이 규약에서, 합을 두 번 이상 하는 경우가 있다. 예를 들어,
{\displaystyle A_{\alpha }{}^{\gamma }B^{\alpha }C_{\gamma }{}^{\beta }\equiv \sum _{\alpha }\sum _{\gamma }A_{\alpha }{}^{\gamma }B^{\alpha }C_{\gamma }{}^{\beta }\,.}
다음과 같은 표기는 올바르지 않은 것으로 본다:
| {\displaystyle A_{\alpha \alpha }{}^{\gamma }\qquad }                           | ({\displaystyle \alpha }가 아래첨자로 두번 나타난다; {\displaystyle A_{\alpha }{}^{\alpha \gamma }} 가 적절하다.)                                                                                                  |
| {\displaystyle A_{\alpha \gamma }{}^{\gamma }B^{\alpha }C_{\gamma }{}^{\beta }} | ({\displaystyle \gamma } 가 아래첨자로 두번 나타난다; {\displaystyle A_{\alpha \gamma }{}^{\gamma }B^{\alpha }} 또는 {\displaystyle A_{\alpha \delta }{}^{\gamma }B^{\alpha }C_{\gamma }{}^{\beta }} 가 적절하다). |

#### 다중 첨자 표기법
텐서에 모든 위 또는 아래 첨자 목록이 있는 경우 한 가지 약식은 목록에 대문자를 사용하는 것이다:
{\displaystyle A_{i_{1}\cdots i_{n}}B^{i_{1}\cdots i_{n}j_{1}\cdots j_{m}}C_{j_{1}\cdots j_{m}}\equiv A_{I}B^{IJ}C_{J},}
여기서 I = i1 i2 ⋅⋅⋅ in이고 J = j1 j2 ⋅⋅⋅ jm .

#### 순차적 합산
표현이 각 첨자 덩어리에 대해 완전히 반대칭일 때 다른 첨자들과의 축약과 연관된 모두 위 첨자 또는 모두 아래 첨자인 첨자 덩어리를 감싸는 한 쌍의 수직 막대 | ⋅ |는 첨자 값에 대한 제한된 합을 의미한다.
{\displaystyle A_{[\alpha \beta \gamma ]\delta \cdots }={\dfrac {1}{3!}}\left(A_{\alpha \beta \gamma \delta \cdots }+A_{\gamma \alpha \beta \delta \cdots }+A_{\beta \gamma \alpha \delta \cdots }-A_{\alpha \gamma \beta \delta \cdots }-A_{\gamma \beta \alpha \delta \cdots }-A_{\beta \alpha \gamma \delta \cdots }\right)}
여기서 각 첨자는 다음 첨자보다 작도록 제한된다. 다음과
같은 방식으로 둘 이상의 묶음을 더할 수 있다.
{\displaystyle {\begin{aligned}&A_{|\alpha \beta \gamma |}{}^{|\delta \epsilon \cdots \lambda |}B^{\alpha \beta \gamma }{}_{\delta \epsilon \cdots \lambda |\mu \nu \cdots \zeta |}C^{\mu \nu \cdots \zeta }\\[3pt]={}&\sum _{\alpha <\beta <\gamma }~\sum _{\delta <\epsilon <\cdots <\lambda }~\sum _{\mu <\nu <\cdots <\zeta }A_{\alpha \beta \gamma }{}^{\delta \epsilon \cdots \lambda }B^{\alpha \beta \gamma }{}_{\delta \epsilon \cdots \lambda \mu \nu \cdots \zeta }C^{\mu \nu \cdots \zeta }\end{aligned}}}
다중 첨자 표기법을 사용하는 경우 첨자 블록 아래에 아래 화살표가 배치된다.
{\displaystyle A_{\underset {\rightharpoondown }{P}}{}^{\underset {\rightharpoondown }{Q}}B^{P}{}_{Q{\underset {\rightharpoondown }{R}}}C^{R}=\sum _{\underset {\rightharpoondown }{P}}\sum _{\underset {\rightharpoondown }{Q}}\sum _{\underset {\rightharpoondown }{R}}A_{P}{}^{Q}B^{P}{}_{QR}C^{R}}
여기서,
{\displaystyle {\underset {\rightharpoondown }{P}}=|\alpha \beta \gamma |\,,\quad {\underset {\rightharpoondown }{Q}}=|\delta \epsilon \cdots \lambda |\,,\quad {\underset {\rightharpoondown }{R}}=|\mu \nu \cdots \zeta |}

#### 첨자 올리기 및 내리기
비특이 계량 텐서로 첨자를 축약하면 텐서의 유형이 변경되어 아래 첨자를 위 첨자로 또는 그 반대로 변환할 수 있다.
{\displaystyle A^{\alpha }{}_{\beta \gamma }=B^{\alpha }{}_{\beta \gamma }}
많은 경우에 기저 기호는 유지되며, 모호성이 없는 경우 첨자 위치를 변경하면 이 작업을 암시할 수 있다.

### 첨자 위치와 불변성 사이의 상관관계
이 표는 첫 번째 열에 반영된 다른 기준으로 설정된 각 기준의 성분을 사용하여 기저 끼리의 암묵적 변환에서 공변 및 반변 첨자의 조작이 어떻게 불변성과 일치하는지 요약한다. 막대로 표시된 첨자는 변환 후 최종 좌표계를 나타낸다.
크로네커 델타가 사용된다. 아래 참조.
|                           | 기저 변환                                                                              | 성분 변환                                                                    | Invariance |
| ------------------------- | -------------------------------------------------------------------------------------- | ---------------------------------------------------------------------------- | --- |
| 여벡터, 공변 벡터, 1-형식 | {\displaystyle \omega ^{\bar {\alpha }}=L_{\beta }{}^{\bar {\alpha }}\omega ^{\beta }} | {\displaystyle a_{\bar {\alpha }}=a_{\gamma }L^{\gamma }{}_{\bar {\alpha }}} | {\displaystyle a_{\bar {\alpha }}\omega ^{\bar {\alpha }}=a_{\gamma }L^{\gamma }{}_{\bar {\alpha }}L_{\beta }{}^{\bar {\alpha }}\omega ^{\beta }=a_{\gamma }\delta ^{\gamma }{}_{\beta }\omega ^{\beta }=a_{\beta }\omega ^{\beta }} |
| 벡터, 반공변 벡터         | {\displaystyle e_{\bar {\alpha }}=e_{\gamma }L_{\bar {\alpha }}{}^{\gamma }}           | {\displaystyle u^{\bar {\alpha }}=L^{\bar {\alpha }}{}_{\beta }u^{\beta }}   | {\displaystyle e_{\bar {\alpha }}u^{\bar {\alpha }}=e_{\gamma }L_{\bar {\alpha }}{}^{\gamma }L^{\bar {\alpha }}{}_{\beta }u^{\beta }=e_{\gamma }\delta ^{\gamma }{}_{\beta }u^{\beta }=e_{\gamma }u^{\gamma }}                       |

## 첨자 표기 및 연산에 대한 일반 개요
두 텐서는 모든 성분이 동일한 경우에만 동일하다. 즉, 텐서 A와 텐서 B가 같음은
{\displaystyle A^{\alpha }{}_{\beta \gamma }=B^{\alpha }{}_{\beta \gamma }}
임과 동치이다. 모든 α, β, γ 에 대해. 결과적으로 방정식이 의미가 있는지 확인하는 데 유용한 표기법의 측면이 있다.

### 자유 및 헛첨자
축약에 관여하지 않는 첨자를 자유 첨자라고 한다. 축약에 사용되는 첨자를 헛첨자 또는 합 첨자라고 한다.

### 텐서 방정식은 많은 일반(실수) 방정식을 나타낸다.
텐서의 성분(예: Aα, Bβγ 등)는 그냥 실수일 뿐이다. 첨자는 텐서의 특정 성분을 선택하기 위해 다양한 정수 값을 사용하므로 단일 텐서 방정식은 많은 일반 방정식을 나타낸다. 텐서 등식이 자유 첨자 n개를 갖고 기본 벡터 공간의 차원이 m인 경우 등식은 mn개의 방정식을 나타낸다. 각 첨자는 특정 값 집합의 모든 값을 취한다.
예를 들어, 만약
{\displaystyle A^{\alpha }B_{\beta }{}^{\gamma }C_{\gamma \delta }+D^{\alpha }{}_{\beta }{}E_{\delta }\nrightarrow A^{\lambda }B_{\beta }{}^{\gamma }C_{\mu \delta }+D^{\alpha }{}_{\beta }{}E_{\delta }}
가 4차원에 있다면(즉, 각 첨자는 0에서 3까지 또는 1에서 4까지 실행된다), 3개의 자유 첨자( α, β, δ )가 있으므로 4 3 = 64개의 방정식이 있다. 그 중 세 가지는 다음과 같다.
{\displaystyle {\begin{aligned}A^{0}B_{1}{}^{0}C_{00}+A^{0}B_{1}{}^{1}C_{10}+A^{0}B_{1}{}^{2}C_{20}+A^{0}B_{1}{}^{3}C_{30}+D^{0}{}_{1}{}E_{0}&=T^{0}{}_{1}{}_{0}\\A^{1}B_{0}{}^{0}C_{00}+A^{1}B_{0}{}^{1}C_{10}+A^{1}B_{0}{}^{2}C_{20}+A^{1}B_{0}{}^{3}C_{30}+D^{1}{}_{0}{}E_{0}&=T^{1}{}_{0}{}_{0}\\A^{1}B_{2}{}^{0}C_{02}+A^{1}B_{2}{}^{1}C_{12}+A^{1}B_{2}{}^{2}C_{22}+A^{1}B_{2}{}^{3}C_{32}+D^{1}{}_{2}{}E_{2}&=T^{1}{}_{2}{}_{2}.\end{aligned}}}
이는 첨자 표기법 사용의 간결성과 효율성을 보여준다. 비슷한 구조를 공유하는 많은 방정식들을 간단한 텐서 방정식 하나로 표현 할 수 있다.

### 첨자는 교체 가능한 이름표이다.
첨자 기호 전체를 다른 기호로 바꾸면 텐서 방정식이 변경되지 않는다(이미 사용된 다른 기호와 충돌이 없는 경우). 이는 첨자 표기법을 사용하여 벡터 미적분학 항등식 또는 크로네커 델타 및 레비치비타 기호의 항등식을 확인하는 등 첨자를 조작할 때 유용할 수 있다(아래 참조). 올바른 변경의 예는 다음과 같다.
{\displaystyle A^{\alpha }B_{\beta }{}^{\gamma }C_{\gamma \delta }+D^{\alpha }{}_{\delta }E_{\beta }=T^{\alpha }{}_{\beta }{}_{\delta }}
잘못된 변경은 다음과 같다.
{\displaystyle A^{\alpha }B_{\beta }{}^{\gamma }C_{\gamma \delta }+D^{\alpha }{}_{\beta }{}E_{\delta }\nrightarrow A^{\lambda }B_{\beta }{}^{\gamma }C_{\mu \delta }+D^{\alpha }{}_{\beta }{}E_{\delta }\,.}
첫 번째 대체에서 λ는 α를 대체하고 μ는 모든 곳에서 γ를 대체하므로 표현은 여전히 동일한 의미를 갖는다. 두 번째에서, λ는 α를 완전히 대체하지 않았고, μ는 γ를 완전히 대체하지 못했다(덧붙여서 첨자 γ의 축약은 텐서 곱이 되었다). 이는 다음에 표시된 이유로 완전히 일치하지 않는다.

### 첨자는 매 항마다 동일함
텐서 표현식의 자유 첨자는 모든 항에서 항상 동일한(위 또는 아래) 위치에 나타나며, 텐서 방정식에서 자유 첨자는 양쪽에서 동일하다. 합 첨자(해당 첨자에 대한 합을 의미)는 동일할 필요가 없다. 예를 들면 다음과 같다.
{\displaystyle A^{\alpha }B_{\beta }{}^{\gamma }C_{\gamma \delta }+D^{\alpha }{}_{\delta }E_{\beta }=T^{\alpha }{}_{\beta }{}_{\delta }}
잘못된 표현은 다음과 같다.
{\displaystyle A^{\alpha }B_{\beta }{}^{\gamma }C_{\gamma \delta }+D_{\alpha }{}_{\beta }{}^{\gamma }E^{\delta }.}
즉, 반복되지 않는 첨자는 방정식의 모든 항에서 동일한 유형이어야 한다. 위 항등식에서 α, β, δ 전체적으로 일직선이고 γ 축약으로 인해 한 항에 2번(위 첨자로 1회, 아래 첨자로 1회) 발생하므로 유효한 표현이다. 유효하지 않은 표현에서 β는 정렬되지만 α 와 δ는 정렬되지 않으며 γ는 한 항(축약)에 두 번 나타나고 다른 항에 한 번 나타나 일관성이 없다.

### 암시된 경우 대괄호와 구두점을 한 번 사용함
여러 첨자(미분, 대칭 등, 다음에 표시됨)에 규칙을 적용할 때 규칙을 나타내는 대괄호 또는 구두점 기호는 해당 규칙이 적용되는 첨자의 한 묶음에만 표시된다.
괄호가 공변 첨자를 묶는 경우 - 규칙은 괄호 안에 있는 모든 공변 첨자 에만 적용되며, 괄호 사이 중간에 배치되는 반공변 첨자에는 적용되지 않는다.
마찬가지로 대괄호가 반공변 첨자를 묶는 경우 규칙은 중간에 배치된 공변 첨자가 아닌 모든 묶인 반공변 첨자에만 적용된다.

## 대칭 및 반대칭 부분들

### 텐서의 대칭 부분
여러 첨자 주변의 대괄호 [ ]는 텐서의 대칭이 반대인 부분을 나타낸다. p 반대칭 첨자의 경우 – 해당 첨자의 순열에 대한 합 ασ(i)에 순열의 부호 sgn(σ) 곱한 다음 순열 수로 나눈다.
{\displaystyle A_{(\alpha _{1}\alpha _{2}\cdots \alpha _{p})\alpha _{p+1}\cdots \alpha _{q}}={\dfrac {1}{p!}}\sum _{\sigma }A_{\alpha _{\sigma (1)}\cdots \alpha _{\sigma (p)}\alpha _{p+1}\cdots \alpha _{q}}\,.}
예를 들어 두 개의 대칭 첨자는 순열 및 합에 대한 두 개의 첨자가 있음을 의미한다.
{\displaystyle A_{(\alpha \beta )\gamma \cdots }={\dfrac {1}{2!}}\left(A_{\alpha \beta \gamma \cdots }+A_{\beta \alpha \gamma \cdots }\right)}
3개의 대칭 첨자의 경우 합하고 배열할 3개의 첨자가 있다.
{\displaystyle A_{[\alpha \beta ]\gamma \cdots }={\dfrac {1}{2!}}\left(A_{\alpha \beta \gamma \cdots }-A_{\beta \alpha \gamma \cdots }\right)}
대칭화는 덧셈에 대해 분배적이다.
{\displaystyle 0=F_{[\alpha \beta ,\gamma ]}={\dfrac {1}{3!}}\left(F_{\alpha \beta ,\gamma }+F_{\gamma \alpha ,\beta }+F_{\beta \gamma ,\alpha }-F_{\beta \alpha ,\gamma }-F_{\alpha \gamma ,\beta }-F_{\gamma \beta ,\alpha }\right)\,}
첨자는 다음과 같은 경우 대칭화의 일부가 아니다.
- 예를 들어 같은 수준이 아니다.
{\displaystyle A_{(\alpha }B^{\beta }{}_{\gamma )}={\dfrac {1}{2!}}\left(A_{\alpha }B^{\beta }{}_{\gamma }+A_{\gamma }B^{\beta }{}_{\alpha }\right)}
- 괄호 안과 수직 막대 사이(예: |⋅⋅⋅|),
{\displaystyle A_{(\alpha }B_{|\beta |}{}_{\gamma )}={\dfrac {1}{2!}}\left(A_{\alpha }B_{\beta \gamma }+A_{\gamma }B_{\beta \alpha }\right)}

여기서 α 와 γ 첨자는 대칭이지만 β 는 대칭이 아니다.

### 텐서의반대칭또는 교대 부분
여러 첨자 주변 괄호 ( )는 텐서의 대칭 부분을 나타낸다. σ 사용하여 p 첨자를 대칭화할 때 숫자 1에서 p까지의 순열 범위에 대해 i = 1, 2, 3, ..., p 에 대한 해당 첨자 ασ(i)의 순열에 대한 합을 구한다. i = 1, 2, 3, ..., p, 순열 수로 나눈다.
{\displaystyle {\begin{aligned}&A_{[\alpha _{1}\cdots \alpha _{p}]\alpha _{p+1}\cdots \alpha _{q}}\\[3pt]={}&{\dfrac {1}{p!}}\sum _{\sigma }\operatorname {sgn}(\sigma )A_{\alpha _{\sigma (1)}\cdots \alpha _{\sigma (p)}\alpha _{p+1}\cdots \alpha _{q}}\\={}&\delta _{\alpha _{1}\cdots \alpha _{p}}^{\beta _{1}\dots \beta _{p}}A_{\beta _{1}\cdots \beta _{p}\alpha _{p+1}\cdots \alpha _{q}}\\\end{aligned}}}
여기서 δβ1⋅⋅⋅βp
α1⋅⋅⋅αp는 아래 정의된 스케일링을 사용하여 2p 차의 일반화된 크로네커 델타이다.
예를 들어, 두 개의 반대칭 첨자는 다음을 의미한다.
{\displaystyle A_{[\alpha }\left(B_{\beta ]\gamma \cdots }+C_{\beta ]\gamma \cdots }\right)=A_{[\alpha }B_{\beta ]\gamma \cdots }+A_{[\alpha }C_{\beta ]\gamma \cdots }}
세 가지 반대칭 첨자는 다음을 의미한다.
{\displaystyle 0=F_{[\alpha \beta ,\gamma ]}={\dfrac {1}{3!}}\left(F_{\alpha \beta ,\gamma }+F_{\gamma \alpha ,\beta }+F_{\beta \gamma ,\alpha }-F_{\beta \alpha ,\gamma }-F_{\alpha \gamma ,\beta }-F_{\gamma \beta ,\alpha }\right)\,}
예를 들어, F가 전자기 텐서를 나타낸다면 방정식
{\displaystyle f_{;\beta }=f_{,\beta }}
{\displaystyle A^{\alpha }{}_{;\beta }=A^{\alpha }{}_{,\beta }+\Gamma ^{\alpha }{}_{\gamma \beta }A^{\gamma }}
{\displaystyle A_{\alpha ;\beta }=A_{\alpha ,\beta }-\Gamma ^{\gamma }{}_{\alpha \beta }A_{\gamma }\,,}
는 자기에 대한 가우스의 법칙과 패러데이의 유도 법칙을 나타낸다.
이전과 마찬가지로 반대칭화는 덧셈에 대해 분배적이다.
{\displaystyle A_{\alpha \beta \gamma \cdots }=A_{(\alpha \beta )\gamma \cdots }+A_{[\alpha \beta ]\gamma \cdots }}
대칭화와 마찬가지로 첨자는 다음과 같은 경우 반대칭화되지 않는다.
- 예를 들어 같은 수준이 아니다.
{\displaystyle A_{[\alpha }B^{\beta }{}_{\gamma ]}={\dfrac {1}{2!}}\left(A_{\alpha }B^{\beta }{}_{\gamma }-A_{\gamma }B^{\beta }{}_{\alpha }\right)}
- 대괄호 안과 수직 막대 사이(예: |⋅⋅⋅|)
{\displaystyle A_{[\alpha }B_{|\beta |}{}_{\gamma ]}={\dfrac {1}{2!}}\left(A_{\alpha }B_{\beta \gamma }-A_{\gamma }B_{\beta \alpha }\right)}

여기서 첨자 α 및 γ는 비대칭이고 β는 그렇지 않는다.

### 대칭 부분과 반대칭 부분의 합
모든 텐서는 두 첨자의 대칭 부분과 반대칭 부분의 합으로 작성될 수 있다.
{\displaystyle A_{\alpha \beta \gamma \cdots }=A_{(\alpha \beta )\gamma \cdots }+A_{[\alpha \beta ]\gamma \cdots }}
A(αβ)γ⋅⋅⋅ 및 A[αβ]γ⋅⋅⋅에 대해 위의 표현식을 추가하면 알 수 있다. 이는 두 개의 첨자 이외의 경우에는 적용되지 않는다.

## 미분
간결성을 위해 도함수는 쉼표나 쌍반점 뒤에 첨자를 추가하여 표시할 수 있다.

### 편도함수
대부분의 리치 미적분학 표현식은 임의의 기저에 유효하지만, 좌표에 대한 텐서 성분의 부분 도함수와 관련된 표현식은 좌표 기반 표현에만 적용된다. 기저는 좌표에 대한 미분을 통해 정의된다. 좌표는 일반적으로 {\displaystyle x^{\mu }}로 표시되지만 일반적으로 벡터의 성분을 형성하지는 않는다. 다양체 및 좌표계 선택에 대한 동일한 제약 조건을 사용하여 좌표에 대한 편도함수는 효과적으로 공변적인 결과를 생성한다. 이 특수한 경우에 사용하는 것 외에도 텐서 성분의 편미분은 일반적으로 공변적으로 변환되지 않지만 공변적 표현식과 같이 편미분이 명시적으로 사용되는 경우 여전히 좌표 기반 표현을 사용하더라도 공변적 표현식을 작성하는 데 유용하다. 외미분과 리 미분은 아래에 있다.
좌표 변수 {\displaystyle x^{\gamma }}에 대한 텐서장 성분의 편미분을 나타내기 위해 좌표 변수의 추가된 아래 첨자 앞에 쉼표가 배치된다.
{\displaystyle A_{\alpha \beta \cdots ,\gamma }={\dfrac {\partial }{\partial x^{\gamma }}}A_{\alpha \beta \cdots }}
이 작업은 반복될 수 있다(쉼표를 추가하지 않고).
{\displaystyle A_{\alpha _{1}\alpha _{2}\cdots \alpha _{p}\,,\,\alpha _{p+1}\cdots \alpha _{q}}={\dfrac {\partial }{\partial x^{\alpha _{q}}}}\cdots {\dfrac {\partial }{\partial x^{\alpha _{p+2}}}}{\dfrac {\partial }{\partial x^{\alpha _{p+1}}}}A_{\alpha _{1}\alpha _{2}\cdots \alpha _{p}}.}
이러한 성분은 미분되는 표현식이 스칼라가 아닌 한 공변적으로 변환되지 않는다. 이 도함수은 곱 규칙과 좌표들의 도함수로 특징지어 진다.
{\displaystyle x^{\alpha }{}_{,\gamma }=\delta _{\gamma }^{\alpha },}
여기서 δ 는 크로네커 델타이다.

### 공변 도함수
공변 도함수는 오직 접속이 주어진 경우에만 정의된다. 임의의 텐서장에 대해, 아래 첨자(공변 첨자) 앞에 있는 쌍반점 (;)은 공변 미분을 나타낸다. 쌍반점 대신에 빗금 (/)이나 막대 ( | )를 쓰는 저자도 있다.
스칼라 함수, 반공변 벡터 및 공변 벡터의 공변 도함수는 다음과 같다.
{\displaystyle (A^{\alpha }{}_{\beta \cdots }B^{\gamma }{}_{\delta \cdots })_{;\epsilon }=A^{\alpha }{}_{\beta \cdots ;\epsilon }B^{\gamma }{}_{\delta \cdots }+A^{\alpha }{}_{\beta \cdots }B^{\gamma }{}_{\delta \cdots ;\epsilon }\,.}
여기서 Γαγβ는 접속 계수이다.
임의의 텐서의 경우:
{\displaystyle {\begin{aligned}T^{\alpha _{1}\cdots \alpha _{r}}{}_{\beta _{1}\cdots \beta _{s};\gamma }&\\=T^{\alpha _{1}\cdots \alpha _{r}}{}_{\beta _{1}\cdots \beta _{s},\gamma }&+\,\Gamma ^{\alpha _{1}}{}_{\delta \gamma }T^{\delta \alpha _{2}\cdots \alpha _{r}}{}_{\beta _{1}\cdots \beta _{s}}+\cdots +\Gamma ^{\alpha _{r}}{}_{\delta \gamma }T^{\alpha _{1}\cdots \alpha _{r-1}\delta }{}_{\beta _{1}\cdots \beta _{s}}\\&-\,\Gamma ^{\delta }{}_{\beta _{1}\gamma }T^{\alpha _{1}\cdots \alpha _{r}}{}_{\delta \beta _{2}\cdots \beta _{s}}-\cdots -\Gamma ^{\delta }{}_{\beta _{s}\gamma }T^{\alpha _{1}\cdots \alpha _{r}}{}_{\beta _{1}\cdots \beta _{s-1}\delta }\,.\end{aligned}}}
모든 텐서의 공변 도함수에 대한 대체 표기법은 첨자 nabla 기호 ∇β이다. 벡터장 Aα 의 경우:
{\displaystyle \nabla _{\beta }A^{\alpha }=A^{\alpha }{}_{;\beta }\,.}
벡터 vγ를 따라 임의의 텐서장의 방향 도함수에 대한 공변 공식화는 공변 도함수와의 축약으로 표현될 수 있다. 예:
{\displaystyle v^{\gamma }A_{\alpha ;\gamma }\,.}
텐서장의 이 도함수의 성분은 공변적으로 변환되므로 아래 표현식(편도함수 및 접속 계수)이 별도로 공변적으로 변환되지 않음에도 불구하고 다른 텐서장를 형성한다.
이 도함수의 특징은 다음과 같다.
{\displaystyle (A^{\alpha }{}_{\beta \cdots }B^{\gamma }{}_{\delta \cdots })_{;\epsilon }=A^{\alpha }{}_{\beta \cdots ;\epsilon }B^{\gamma }{}_{\delta \cdots }+A^{\alpha }{}_{\beta \cdots }B^{\gamma }{}_{\delta \cdots ;\epsilon }\,.}

#### 접속의 종류들
미분 다양체의 접다발에 대한 코쥘 접속을 아핀 접속이라고 한다.
계량 텐서의 공변 미분이 사라지는 접속은 계량 접속이다.
{\displaystyle g_{\mu \nu ;\xi }=0\,.}
계량 접속이기도 한 아핀 접속을 리만 접속이라고 한다. 비틀림이 없는(즉, 비틀림 텐서가 사라지는: Tαβγ = 0 ) 리만 접속은 레비치비타 접속이다.
좌표 기반 표현에서 레비치비타 접속에 대한 기호  Γαβγ를 제2종 크리스토펠 기호 라고 한다.

### 외미분
성분 Aα1⋅⋅⋅αs ( 미분 형식이라고도 함)가 있는 완전 반대칭 유형 (0, s) 텐서장의 외미분은 기저 변환에서 공변인 미분이다. 이는 계량 텐서나 접속이 필요 없으며 미분 다양체의 구조만 필요하다. 좌표 기반 표현에서는 텐서 성분의 편도함수에 대한 반대칭으로 표현될 수 있다. :232–233
{\displaystyle (\mathrm {d} A)_{\gamma \alpha _{1}\cdots \alpha _{s}}={\frac {\partial }{\partial x^{[\gamma }}}A_{\alpha _{1}\cdots \alpha _{s}]}=A_{[\alpha _{1}\cdots \alpha _{s},\gamma ]}.}
이 도함수는 반공변 첨자가 있거나 완전 반대칭이 아닌 텐서장에서는 정의되지 않는다. 등급화된 곱 규칙이 특징이다.

### 리 미분
리 도함수는 기저 변환에서 공변인 또 다른 도함수이다. 외미분와 마찬가지로 계량 텐서나 접속에 의존하지 않는다. 반공변 벡터장 {\displaystyle X^{\rho }}(의 흐름)에 따른 (r, s)-텐서장 T의 리 미분은 좌표 기반 표현을 사용하여  다음과 같이 표현될 수 있다 .
{\displaystyle {\begin{aligned}({\mathcal {L}}_{X}T)^{\alpha _{1}\cdots \alpha _{r}}{}_{\beta _{1}\cdots \beta _{s}}&\\=X^{\gamma }T^{\alpha _{1}\cdots \alpha _{r}}{}_{\beta _{1}\cdots \beta _{s},\gamma }&-\,X^{\alpha _{1}}{}_{,\gamma }T^{\gamma \alpha _{2}\cdots \alpha _{r}}{}_{\beta _{1}\cdots \beta _{s}}-\cdots -X^{\alpha _{r}}{}_{,\gamma }T^{\alpha _{1}\cdots \alpha _{r-1}\gamma }{}_{\beta _{1}\cdots \beta _{s}}\\&+\,X^{\gamma }{}_{,\beta _{1}}T^{\alpha _{1}\cdots \alpha _{r}}{}_{\gamma \beta _{2}\cdots \beta _{s}}+\cdots +X^{\gamma }{}_{,\beta _{s}}T^{\alpha _{1}\cdots \alpha _{r}}{}_{\beta _{1}\cdots \beta _{s-1}\gamma }\,.\end{aligned}}}
이 미분은 곱 규칙과 반공변 벡터장의 리 미분 자체가 0이라는 사실이 특징이다.
{\displaystyle ({\mathcal {L}}_{X}X)^{\alpha }=X^{\gamma }X^{\alpha }{}_{,\gamma }-X^{\alpha }{}_{,\gamma }X^{\gamma }=0\,.}

## 주목할만한 텐서

### 크로체네커 델타
크로네커 델타는 곱하고 축약할 때 단위 행렬과 같다.
{\displaystyle {\begin{aligned}\delta _{\beta }^{\alpha }\,A^{\beta }&=A^{\alpha }\\\delta _{\nu }^{\mu }\,B_{\mu }&=B_{\nu }.\end{aligned}}}
성분 δα
β는 모든 기저에서 동일하며 (1, 1)형 불변 텐서, 즉 기저 다양체의 항등 사상에 대한 접다발의 항등원을 형성하므로 그 대각합은 불변이다. 이 대각합은 다양체의 차원이다.
이 크로네커 델타는 일반화된 크로네커 델타 계열 중 하나이다. 일반화된  2p 차 크로네커 델타는 다음과 같이 크로네커 델타로 정의될 수 있다(일반적인 정의에는 오른쪽에 p!의 추가 승수가 포함된다).
{\displaystyle \delta _{\beta _{1}\cdots \beta _{p}}^{\alpha _{1}\cdots \alpha _{p}}=\delta _{\beta _{1}}^{[\alpha _{1}}\cdots \delta _{\beta _{p}}^{\alpha _{p}]},}
첨자 p에 대해 반대칭화로 작용한다.
{\displaystyle \delta _{\beta _{1}\cdots \beta _{p}}^{\alpha _{1}\cdots \alpha _{p}}\,A^{\beta _{1}\cdots \beta _{p}}=A^{[\alpha _{1}\cdots \alpha _{p}]}.}

### 비틀림 텐서
아핀 접속에는 비틀림 텐서 Tαβγ가 있다.
{\displaystyle T^{\alpha }{}_{\beta \gamma }=\Gamma ^{\alpha }{}_{\beta \gamma }-\Gamma ^{\alpha }{}_{\gamma \beta }-\gamma ^{\alpha }{}_{\beta \gamma },}
여기서 γαβγ는 국소 기저의 리 괄호 성분로 주어지며, 이는 좌표 기반 표현일 때 사라진다.
레비치비타 접속의 경우 이 텐서는 0으로 정의되며 좌표 기반 표현의 경우 다음 방정식을 제공한다.
{\displaystyle \Gamma ^{\alpha }{}_{\beta \gamma }=\Gamma ^{\alpha }{}_{\gamma \beta }.}

### 리만 곡률 텐서
이 텐서가 다음과 같이 정의되면
{\displaystyle R^{\rho }{}_{\sigma \mu \nu }=\Gamma ^{\rho }{}_{\nu \sigma ,\mu }-\Gamma ^{\rho }{}_{\mu \sigma ,\nu }+\Gamma ^{\rho }{}_{\mu \lambda }\Gamma ^{\lambda }{}_{\nu \sigma }-\Gamma ^{\rho }{}_{\nu \lambda }\Gamma ^{\lambda }{}_{\mu \sigma }\,,}
그러면 그것은 그 자체로 공변 도함수의 교환자이다:
{\displaystyle A_{\nu ;\rho \sigma }-A_{\nu ;\sigma \rho }=A_{\beta }R^{\beta }{}_{\nu \rho \sigma }\,,}
접속은 비틀림이 없기 때문에 비틀림 텐서가 사라진다는 의미이다.
이는 다음과 같이 임의의 텐서의 두 공변 도함수에 대한 교환자를 얻기 위해 일반화될 수 있다.
{\displaystyle {\begin{aligned}T^{\alpha _{1}\cdots \alpha _{r}}{}_{\beta _{1}\cdots \beta _{s};\gamma \delta }&-T^{\alpha _{1}\cdots \alpha _{r}}{}_{\beta _{1}\cdots \beta _{s};\delta \gamma }\\&\!\!\!\!\!\!\!\!\!\!=-R^{\alpha _{1}}{}_{\rho \gamma \delta }T^{\rho \alpha _{2}\cdots \alpha _{r}}{}_{\beta _{1}\cdots \beta _{s}}-\cdots -R^{\alpha _{r}}{}_{\rho \gamma \delta }T^{\alpha _{1}\cdots \alpha _{r-1}\rho }{}_{\beta _{1}\cdots \beta _{s}}\\&+R^{\sigma }{}_{\beta _{1}\gamma \delta }T^{\alpha _{1}\cdots \alpha _{r}}{}_{\sigma \beta _{2}\cdots \beta _{s}}+\cdots +R^{\sigma }{}_{\beta _{s}\gamma \delta }T^{\alpha _{1}\cdots \alpha _{r}}{}_{\beta _{1}\cdots \beta _{s-1}\sigma }\,\end{aligned}}}
이는 종종 리치 항등식으로 불린다.

### 계량 텐서
계량 텐서 gαβ는 접공간에 내적을 나타낸다. 첨자를 낮추는 데 사용되며 곡선의 길이를 제공한다.
계량 텐서의 역행렬 gαβ은 첨자를 높이는 데 사용되는 또 다른 중요한 텐서이다.
{\displaystyle g^{\alpha \beta }g_{\beta \gamma }=\delta _{\gamma }^{\alpha }\,.}

## 같이 보기
- 추상 첨자 기호
- 접속
- 외대수
- 미분 형식
- 호지 별 연산자
- 계량 텐서
- 펜로즈 그림 기호
- 레게 미적분학
- 리치 분해
- 텐서 (내재적 정의)
- 텐서 미적분학
- 텐서장

## 메모
1. ↑  첨자 올림과 내림은  계량 텐서에 의존적인 반면, 공변 도함수는 오직 접속에만 의존한다. 외미분과 리 미분은 둘 다에 상관없다.

## 참고 문헌
- Bishop, R.L.; Goldberg, S.I. (1968), 《Tensor Analysis on Manifolds》 Fir Dover 1980판, The Macmillan Company, ISBN 0-486-64039-6
- Danielson, Donald A. (2003). 《Vectors and Tensors in Engineering and Physics》 2/e판. Westview (Perseus). ISBN 978-0-8133-4080-7.
- Dimitrienko, Yuriy (2002). 《Tensor Analysis and Nonlinear Tensor Functions》. Kluwer Academic Publishers (Springer). ISBN 1-4020-1015-X.
- Lovelock, David; Hanno Rund (1989) [1975]. 《Tensors, Differential Forms, and Variational Principles》. Dover. ISBN 978-0-486-65840-7.
- C. Møller (1952), 《The Theory of Relativity》 3판, Oxford University Press
- Synge J.L.; Schild A. (1949). 《Tensor Calculus》. first Dover Publications 1978 edition. ISBN 978-0-486-63612-2.
- J.R. Tyldesley (1975), 《An introduction to Tensor Analysis: For Engineers and Applied Scientists》, Longman, ISBN 0-582-44355-5
- D.C. Kay (1988), 《Tensor Calculus》, Schaum's Outlines, McGraw Hill (USA), ISBN 0-07-033484-6
- T. Frankel (2012), 《The Geometry of Physics》 3판, Cambridge University Press, ISBN 978-1107-602601